# Chavakkad
Chavakkad é uma cidade e um município no distrito de Thrissur, no estado indiano de Kerala.

## Geografia
Chavakkad está localizada a 10° 32′ N, 76° 03′ L. Tem uma altitude média de 14 metros (45 pés).

## Demografia
Segundo o censo de 2001, Chavakkad tinha uma população de 38 138 habitantes. Os indivíduos do sexo masculino constituem 46% da população e os do sexo feminino 54%. Chavakkad tem uma taxa de literacia de 81%, superior à média nacional de 59,5%; a literacia no sexo masculino é de 83% e no sexo feminino é de 79%. 11% da população está abaixo dos 6 anos de idade.